# Hantzsch-pyridinesynthese
De Hantzsch-pyridinesynthese (ook aangeduid als de Hantzsch-dihydropyridinesynthese) is een organische reactie waarbij een aldehyde, 2 equivalenten van een β-keto-carbonylverbinding (bijvoorbeeld ethylacetoacetaat) en een stikstofdonerend reagens (zoals ammoniumacetaat of ammoniak) worden omgezet tot een dihydropyridine. Dit kan vervolgens met een geschikt oxiderend reagens (ijzer(III)chloride, salpeterzuur of kaliumpermanganaat) omgezet worden tot het pyridinederivaat:
De drijvende kracht van de laatste oxidatiestap is de vorming van een aromatische verbinding en de winst aan mesomere stabilisatie. De volledige reactie gaat door in water als oplosmiddel.

## Reactiemechanisme
De reactie start met de nucleofiele aanval van de stikstofdonor op de β-keto-carbonylverbinding, waarbij via een Knoevenagel-condensatie het enamine ontstaat:
Een tweede equivalent β-keto-carbonylverbinding reageert via zijn enolvorm met het aldehyde, waarbij water wordt afgesplitst en een tweevoudig α,β-onverzadigde carbonylverbinding ontstaat:
De laatste stap betreft de Michael-additie van het enamine aan de tweevoudig α,β-onverzadigde carbonylverbinding, waarbij na een ringsluiting en onder afsplitsing van water het dihydropyridinederivaat ontstaat:
Nadien treedt nog oxidatie op tot het pyridinederivaat.
De reactie is vernoemd naar de scheikundige Arthur Hantzsch (1857-1935). 